# Manchester (Pennsilvània)
Manchester és una població dels Estats Units a l'estat de Pennsilvània. Segons el cens del 2000 tenia 2.350 habitants.

## Demografia
Segons el cens del 2000, Manchester tenia 2.350 habitants, 1.009 habitatges, i 664 famílies. La densitat de població era de 1.148,5 habitants/km².
Dels 1.009 habitatges en un 28,6% hi vivien nens de menys de 18 anys, en un 49,9% hi vivien parelles casades, en un 11,8% dones solteres, i en un 34,1% no eren unitats familiars. En el 27% dels habitatges hi vivien persones soles el 9,2% de les quals corresponia a persones de 65 anys o més que vivien soles. El nombre mitjà de persones vivint en cada habitatge era de 2,33 i el nombre mitjà de persones que vivien en cada família era de 2,81.
Per edats la població es repartia de la següent manera: un 21,5% tenia menys de 18 anys, un 10,3% entre 18 i 24, un 34,2% entre 25 i 44, un 21,4% de 45 a 60 i un 12,6% 65 anys o més.
L'edat mediana era de 35 anys. Per cada 100 dones de 18 o més anys hi havia 92,7 homes.
La renda mediana per habitatge era de 41.450 $ i la renda mediana per família de 47.845 $. Els homes tenien una renda mediana de 32.219 $ mentre que les dones 22.000 $. La renda per capita de la població era de 18.700 $. Entorn del 2,4% de les famílies i el 3,7% de la població estaven per davall del llindar de pobresa.

## Poblacions més properes
El següent diagrama mostra les poblacions més properes.